# Jonas Nilsson (politiker)
Jonas Nilsson, född 10 december 1842 i Brönnestads församling, Kristianstads län, död 27 augusti 1923 i Hörlinge, Finja församling, Kristianstads län, var en svensk lantbrukare och riksdagspolitiker. 
Nilsson var verksam som lantbrukare i Hörlinge i Kristianstads län. Han var som riksdagsman ledamot av riksdagens första kammare 1895-1898,  invald i Kristianstads läns valkrets.

## Fotnoter
1. 1 2 3 4 5 6 7  Tvåkammar-riksdagen 1867–1970, 1985, Svenskt porträttarkiv: sj9PGLAlnmUAAAAAABfpOg, läst: 10 mars 2022.[källa från Wikidata]
2. 1 2  Svenskt porträttgalleri : V. Riksdagen 1896, s. 26, läs online, läst: 10 mars 2022.[källa från Wikidata]
3. ↑  Register till Riksdagens protokoll med bihang för tiden från och med år 1867 till och med år 1899. Bd 2, Personregister, 1899, s. 322, läs online.[källa från Wikidata]
4. ↑  Tvåkammar-riksdagen 1867–1970, vol. 3, 1985, s. 138, läst: 2 april 2024.[källa från Wikidata]
5. ↑  Sveriges Dödbok 1901–2009, DVD-ROM, Version 5.00, Sveriges Släktforskarförbund (2010).